# Reckange
Reckange (Luxemburgs: Recken, Duits: Reckingen) is een plaats in de gemeente Mersch en het kanton Mersch in Luxemburg.
Reckange telt 588 inwoners (2001).
Beringen · Berschbach · Essingen · Mersch · Moesdorf · Pettingen · Reckange · Rollingen · Schoenfels

Luxemburgse gemeenten · Kanton Mersch · Luxemburg